# Tlachichilco (municipalité)
La municipalité de Tlachichilco est l'une des 212 municipalités de l'État de Veracruz, et est située dans la partie nord de cet État. Située à l'ouest du golfe du Mexique, elle fait partie du bassin versant du fleuve Río Tuxpan, et se trouve sur les piémonts orientaux du massif montagneux de la Sierra Madre orientale. Elle est limitrophe au sud-ouest et au sud-est de l'État d'Hidalgo. Son chef-lieu est la ville éponyme de Tlachichilco. Elle dépend de la région Huasteca Baja, du nom du peuple des Huaxtèques qui y est établi, et est une des 10 subdivisions administratives de l'État de Veracruz.

## Géographie
La municipalité de Tlachichilco est bordée du sud-ouest au nord-est par la rivière Vinazco, qui l'un deux principaux tributaires du fleuve Río Tuxpan. Un affluent du Vinazco passe au nord de la municipalité, servant à deux reprises de limite administrative. Assise pour partie sur les piémonts orientaux du massif montagneux de la Sierra Madre orientale, en un secteur nommé Sierra de Chicontepec, son altitude oscille entre 200 et 1560 mètres. Son chef-lieu, la localité éponyme de Tlachichilco, se trouve dans la partie occidentale de son territoire. Ce territoire couvre une superficie de 225,5 km2, et était peuplé en 2020 de 10 900 habitants, pour une densité de 48,3 habitants par km2.
Cette municipalité est limitrophe au nord de celle de Benito Juárez, à l'ouest de celles de Zontecomatlán de López y Fuentes, de Texcatepec et de Zacualpan, au sud-est, dans l'État d'Hidalgo, de celle de San Bartolo Tutotepec, et à l'est, à nouveau dans l'État de Veracruz, de celle d'Ixhuatlán de Madero.

## Composition et démographie
La municipalité était composée en 2020 de 64 localités, dont aucune n'était considérée comme urbaine, toutes étant rurales.
| Localité            | Population |
| ------------------- | ---------- |
| Tlachichilco        | 1497       |
| Otatitlán           | 1429       |
| Chintipan           | 839        |
| Tierra Colorada     | 678        |
| El Naranjal         | 531        |
| Reste des localités | 5926       |
| Total population    | 10 900     |

En plus de l'espagnol, plusieurs langues amérindiennes sont parlées dans la municipalité, dont les principales sont par ordre d'importance : le tepehuan, l'otomí et le nahuatl.

## Histoire
Durant la période hispanique Tlachichilco se nommait San Agustín Tlachichilco. Elle obtient le statut de congrégation en 1603.

## Économie

### Agriculture et élevage
La superficie des parcelles semées représentait en 2021 une surface totale de 8225 hectares, parmi lesquels 4438 hectares étaient voués à la culture du maïs, 2634 hectares étaient voués à la culture du caféier, et 770 hectares étaient voués à celle de l'orange.
En 2021, la production de viande par tonnes comprenait 2153,6 tonnes de viande bovine, 257,3 tonnes de viande porcine, 2,5 tonnes de viande ovine, 2,5 tonnes de viande caprine, 24,2 tonnes de volailles, et 6,2 tonnes de dinde. La superficie vouée à l'élevage représentait alors 13 456 hectares.